# Software de gestión de negocios
El Software de gestión empresarial o SGE, también llamado software de gestión de negocios, es un tipo de aplicación informática utilizada para la administración global de la estructura sistémica de una empresa. Los SGE constituyen una categoría amplia dentro de los sistemas de información gerencial, englobando a los ERP (por sus siglas en inglés, Enterprise Resource Planning), que dentro de las soluciones de gestión de la empresa puede ser considerado como el principal, los CRM (Customer Relationship Management), los MRP (Manufacturing Resource Planning), los APS (Advanced Planning and Scheduling), los PLM (Product Life Management), los SCM (Supply Chain Management), los SRM (Supplier Relationship Management) y los TMS (Treasury Management System).
Los SGE son utilizados como una herramienta tecnológica que da soporte y apoyo a las actividades de planificación empresarial, permitiendo la administración del conocimiento (KM, Knowledge Management) y la inteligencia de negocio (BI, Business Intelligence), así como la gestión de los procesos financieros, contables y fiscales, de las operaciones de producción de bienes y prestación de servicios, de logística y distribución, de cadenas de suministros, de los recursos humanos y el personal, de marketing y ventas, de relaciones con clientes y proveedores, de inventarios, entre otras.

## Gestión digitalizada de la empresa
Los SGE son una parte importante de los procesos de transformación digital de las organizaciones, siendo de hecho los que posibilitan la existencia de la gestión digitalizada de la empresa, o administración electrónica empresarial, permitiendo la automatización de los procesos de negocio, un mejor manejo de las actividades de aprovisionamiento, producción y ventas, y de la planificación, ejecución y control organizacional.
La gestión digitalizada de la empresa es el enfoque moderno de la administración y dirección de las empresas (años 2020 en adelante, s. XXI) surgido del desarrollo tecnológico que ha permitido la evolución de las capacidades de los dispositivos para el procesamiento de información, la expansión del internet hacia el conocido como Internet de las Cosas (IoT, Internet of Things) y las herramientas para el análisis de datos masivos (Big Data), dando lugar al surgimiento y consolidación de la computación en la nube (Cloud Computing), con el consecuente desarrollo de soluciones de software basadas en la nube (informática como servicio a través de Internet) como el SaaS (por sus siglas en inglés, Software as a Service), el IaaS (Infrastructure as a Service), o el PaaS (Platform as a Service).
En este contexto, ha cobrado relevancia la incorporación de la inteligencia artificial (IA) en los SGE, especialmente en procesos como la gestión de pedidos multicanal. Herramientas basadas en IA permiten interpretar solicitudes enviadas por canales como WhatsApp, mensajes de voz o documentos, transformándolas en órdenes estructuradas que se integran automáticamente con los sistemas de planificación empresarial. Esta automatización contribuye a reducir errores humanos, acelerar los tiempos de respuesta y mejorar la eficiencia operativa en entornos digitales.
A nivel mundial, las principales compañías proveedoras de software de gestión empresarial y soluciones de informática como servicio son Salesforce.com, Oracle, SAP e IBM, seguidas a nivel europeo por Sage Group (Sage One) y Wolters Kluwer (A3). Además del SaaS, más recientemente se ha visto el surgimiento de nuevas modalidades de entrega de soluciones de gestión empresarial, como son los SGE basados en aplicaciones web, destacando entre estos a empresas como Holded, Abaq, Quipu, Billin, DirectGestis, FacturaDirecta, Quaderno o Debitoor, orientadas a unidades empresariales de tamaño pequeño a mediano (Pymes).